# A164 (route russe)
La route transcaucasienne  A164 (en russe : Транска́м, Transkam), est une voie de communication reliant la Russie à la Géorgie en traversant le massif montagneux du Grand Caucase.

## Construction
Cette route fut construite entre 1971 et 1981 et permit de dédoubler la route militaire géorgienne ainsi que la route militaire d'Ossétie.
Elle passe par le col de Roki (3 146 mètres d'altitude) qui délimite la frontière entre l'Ossétie du Nord-Alanie, république de la fédération de Russie, et l'Ossétie du Sud-Alanie, république séparatiste de la Géorgie. Le col ne pouvant être emprunté qu'en été, un tunnel a été ouvert en 1985. Long de 3 730 m, ses extrémités sont aux altitudes de 2 000 m côté russe et 2 100 m côté géorgien. Le tunnel a dû être remis en état à la suite des dommages causés par la guerre d'Ossétie du Sud de 2008. Cette réfection, qui a duré deux ans et demi, s'est achevée en octobre 2015.